# La Conchée
 (novembre 2024).

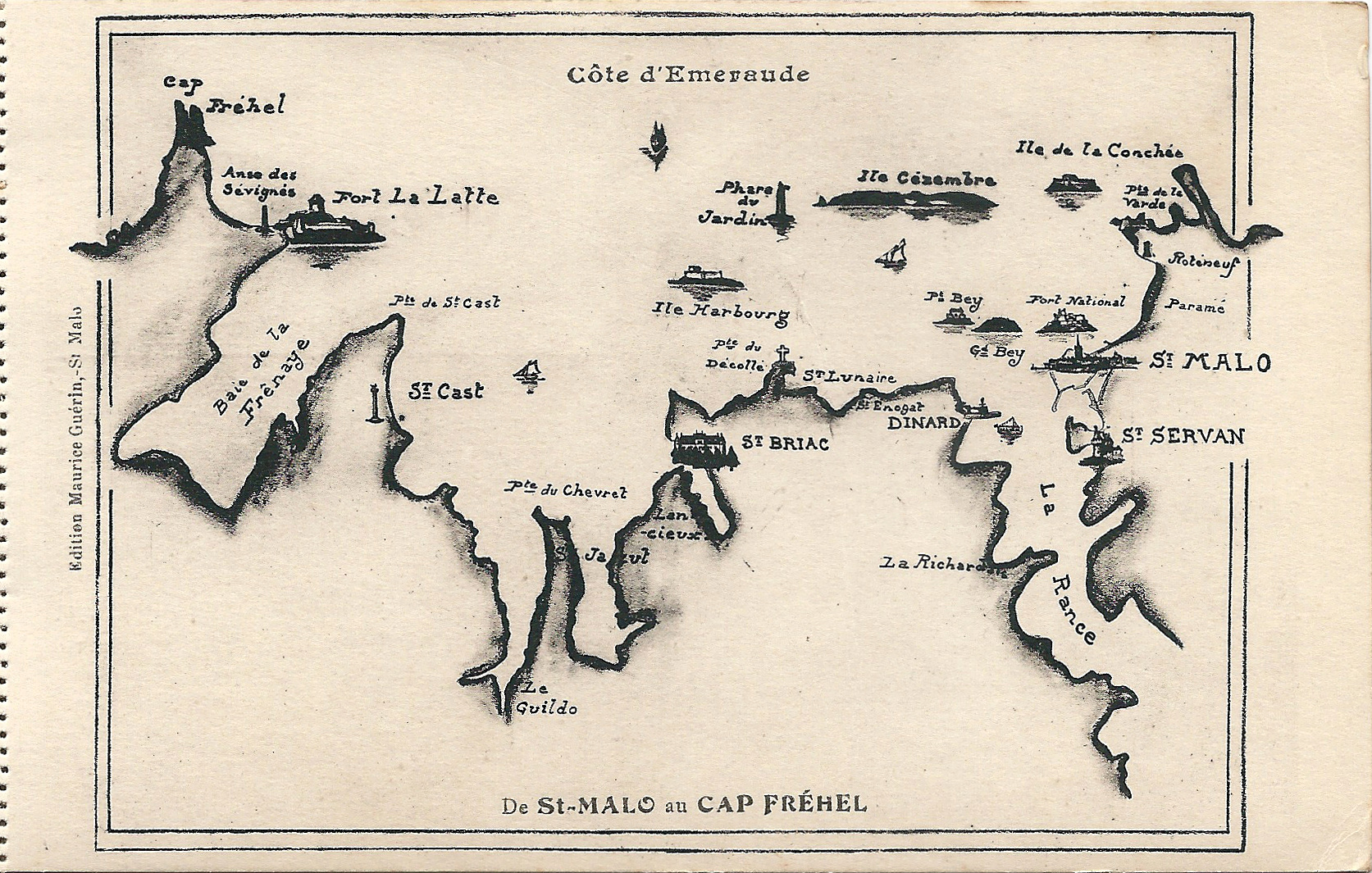
Carte touristique de la Côte d'Émeraude figurant les forts sur les îlots au large de la baie Saint-Malo.

La Conchée (du latin conchea, « coquille », en référence au décor sculpté dans le calcaire de la fontaine) est un îlot rocheux fortifié situé au large dans la baie de Saint-Malo. Construit par Vauban, le fort recouvre la quasi-totalité de l'îlot situé face à la grande plage de Rochebonne. 
Ressemblant à un vaisseau de granit, difficilement accessible même par temps calme, le fort est en cours de restauration.
Le fort de la Conchée se situe en baie de Saint-Malo à deux milles marins (3 700 m) au nord du port. Il fut édifié par Vauban à partir de 1692 pour s’opposer aux attaques des navires anglais.
À cette époque, Saint-Malo était le mouillage abrité dans l’entrée de la Rance d’une importante flotte de navires corsaires qui traquait dans toute la Manche, la mer du Nord et même en Atlantique, les navires marchands, pour s’approprier leurs cargaisons. Ces butins constituaient un commerce florissant, « un véritable coup de couteau au cœur des négociants anglais. » Aussi réclamaient-ils la protection de leur souverain pour ces pratiques qu’ils « assimilaient purement à de la piraterie. » Les vaisseaux de guerre anglais pourchassaient sans relâche les corsaires français et se rassemblaient en d’importantes flottes de guerre, pour attaquer les ports où s’abritaient les corsaires. Saint-Malo était le plus important et les Anglais ne songeaient qu’à le détruire. 
En 1689, dans la ligue d’Augsbourg, la guerre étant déclarée avec l’Angleterre et les Pays-Bas, Louis XIV confia à Vauban, commissaire général des fortifications du Royaume, la mission de renforcer les vieux remparts de Saint-Malo et de construire trois nouveaux ouvrages : le fort Royal (aujourd’hui le Fort National), le Petit Bé et le fort Harbour, protégeant ainsi la ville et les accès au port et fractionnant les forces attaquantes pour mieux les réduire. Mais ces défenses ne peuvent empêcher l’entrée dans la fosse aux Normands des vaisseaux ennemis qui venaient y mouiller pour bombarder la cité grâce à une nouvelle artillerie développée dans les années 1690, le mortier à bombe effectuant des tirs à longue portée (plus de 2 km). Aussi imagine-t-il de construire, sur la roche isolée de Quincé, le fort de la Conchée armé de six canons de 48 livres, les plus puissants de l’époque, pour prendre à revers la flotte ennemie. 
Mais pour faire face à une centaine de vaisseaux et de galiotes, il fallait protéger les canonniers des boulets et disposer d’une large autonomie en munitions et vivres car une fois le combat engagé, il n’y aurait plus aucune possibilité de venir secourir la garnison encerclée. Siméon de Garrengeau, l’architecte adjoint de Vauban, dessina huit salles de tirs sous des voûtes de près de 2 m d’épaisseur et aménagea dans les logis de vastes greniers pour emmagasiner un mois de vivres.

## Histoire

### Choix de l'îlot de la Conchée

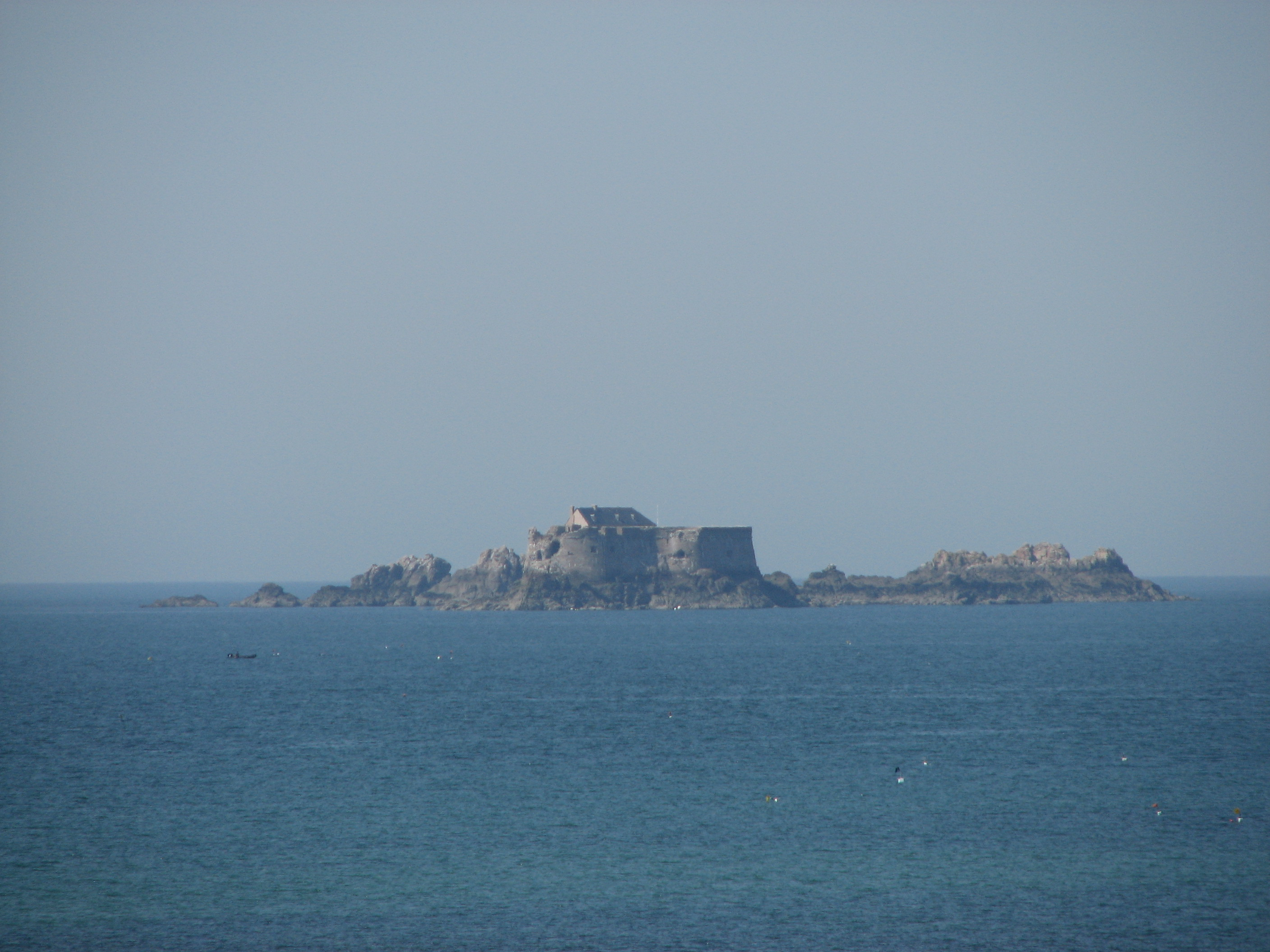
Le fort de la Conchée à marée basse avec les rochers des Haies de la Conchée à droite, vu de la plage de Rochebonne.

En 1689, Saint-Malo était alors un centre corsaire actif ouvert sur la Manche. Une attaque maritime massive menée par les ennemis du royaume de France devenait très probable. Lors de l'inspection des fortifications côtières, Vauban, architecte du roi Louis XIV, décide de renforcer et d'améliorer ses défenses. 
Sous ses ordres, l'ingénieur-militaire Siméon Garangeau restaure les remparts de la ville et construit le fort Royal (actuel Fort National), le fort du Petit Bé, le fort Harbour et le fort de la Conchée. 
Le choix de ce petit îlot de la Conchée (70 m de long pour 25 m de large, et n'émergeant que de 5  à   6 m à marée haute), cerné par de violents courants et recouvert par les vagues à chaque coup de vent, est une gageure. 
Mais, entre ce roc et la côte, il y a la fosse aux Normands. Dans cette zone dépourvue de récifs dangereux, les fonds de sable sont de bonne tenue et il y a toujours assez d'eau pour que de gros navires de guerre puissent mouiller leurs ancres à portée de canons de la ville fortifiée. Dans cette fosse, les navires sont hors de portée des canons du continent et des batteries de l'île Cézembre

### Période de la construction
Pour protéger la garnison dans un ouvrage isolé, Vauban décide de construire un fort-casemate unique en son genre. Des voûtes « à l'épreuve de la bombe » et des murs très épais percés de larges embrasures permettent aux canonniers de couvrir la fosse aux Normands. 
La réalisation de ces salles intérieures voûtées est un témoignage incomparable de l'extraordinaire maîtrise des ingénieurs militaires du XVIIe siècle.
Dès le début de la construction du fort en 1692, Vauban fier des premières réalisations, écrivait au roi :

« La Conchée sera cy après, la meilleure forteresse du royaume, la plus petite es la mieux entendue comme elle aura été la plus difficile à bastir car jamais ouvrage ne le fut tant »

— Sébastien Le Prestre, marquis de Vauban
Il ne se trompait guère, car une première attaque eut lieu le 26 novembre 1693 : les Anglais s'emparèrent du fort, capturèrent les 65 ouvriers et les emmenèrent dans les prisons anglaises. 

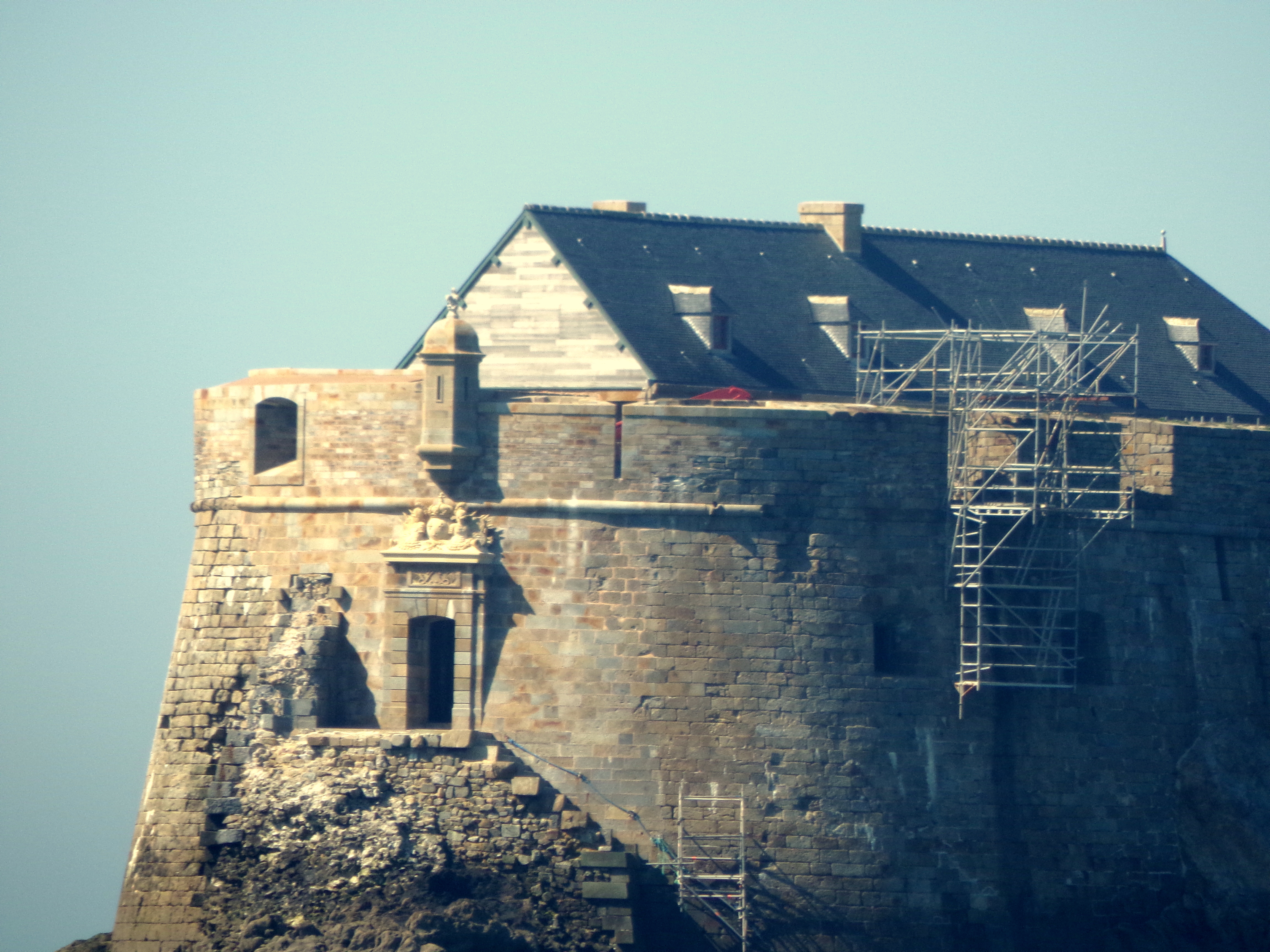
Avancée protégeant l'unique escalier accostable, du type tournant à deux volées droites et palier intermédiaire.

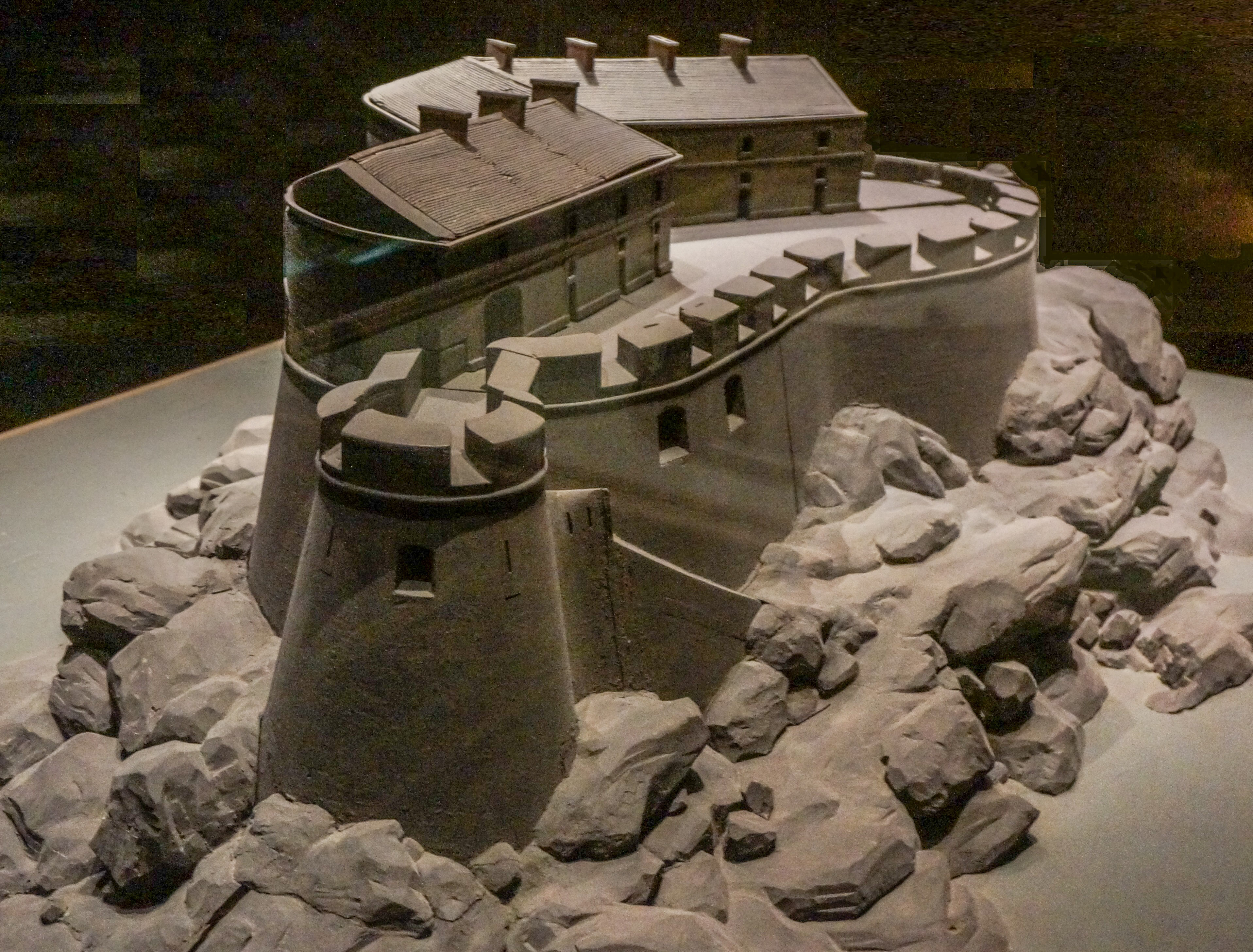
Maquette du fort montrant les embrasures des salles de tir (musée des Plans-reliefs).

Une nouvelle attaque en juillet 1695, lors de la guerre de la Ligue d'Augsbourg, démontra la remarquable résistance de la Conchée aux boulets pilonnant la terrasse, bien que seule la demi-partie sud du fort fût alors en service. Bien abrités sous les voûtes, les canonniers pouvaient ajuster avec précision les tirs de leurs gros canons et pour leur éviter l’asphyxie par les fumées de poudre noire, Vauban avait même fait aménager dans l’épaisseur des remparts des conduits de ventilation. 
Le 14 juillet 1695, après deux jours de combat acharnés contre une flotte anglo-hollandaise d’une centaine de navires comprenant plusieurs galiotes équipées de mortier de 200 livres, deux brûlots ayant explosé sans succès contre le rempart Est, les vaisseaux anglais durent battre en retraite. Le fort, ayant prouvé son efficacité, a rempli son rôle et il n'y aura plus d'incursion dans la fosse aux Normands.
Le fort de la Conchée, long de 65 × 32 m, fut construit sur deux niveaux qui n’ont guère changé en trois siècles. Le premier, à 3 m au-dessus des plus hautes eaux, donne accès par un portail étroit à un couloir long de 27 m desservant le magasin à poudre et deux casernements ainsi que le grand escalier de pierre conduisant au niveau supérieur. Sur la droite, un second couloir dessert le corps de garde doté de deux canons de 48 livres, et d’une embrasure pour surveiller l’entrée dans le cas d’une attaque surprise de nuit. Au nord de la plus vaste pièce du fort, (96 m2) dans la courbure du rempart se situent deux autres salles de tir à voûte tore que Vauban considérait comme les plus belles de la chrétienté. Un réfectoire pouvant faire office de chapelle, accolé à la cuisine et à une fontaine alimentée par une citerne de 200 m3 complètent le plan du premier niveau. 
En 1705, tous les souterrains étaient achevés mais la terrasse restait une simple surface empierrée. Vauban avait imaginé d’y édifier treize pièces sur deux étages avec une toiture en voûtes, mais par souci d’économie, le bâtiment fut ramené à une grande longère à toit d’ardoise divisée en six logis pour les officiers. Tout le reste de la terrasse formait une vaste plate-forme pour une dizaine de canons de 18 et 24 ainsi que deux mortiers.
En juin 1693, une maquette du fort fut présentée à Philippe d'Orléans, frère du Roi. Conservée au musée des Plans-reliefs aux Invalides à Paris, cette maquette présente le premier projet avec un bâtiment à deux étages sur la terrasse. 
Pour l'essentiel, l'ouvrage est achevé vers 1705 puis remanié et amélioré par la suite. 
La Conchée fut définitivement achevée en 1730. Plus aucun vaisseau ennemi ne vint désormais attaquer directement le fort.

### Après 1730
La destruction en 1758 d’une grande partie de la flotte corsaire au mouillage dans la Rance n’a pu se faire par les troupes anglaises qu’en débarquant des troupes et des canons à Cancale et en contournant la ville par l’intérieur des terres. 
Au fil des ans, le fort n’eut à souffrir que des attaques de la mer, en particulier en 1820 où une exceptionnelle tempête détruisit toute l’avancée en barbette en avant du portail au niveau des souterrains, tempête qui emporta également le pont-levis et l’escalier d’accès à deux volées. 
Le fort est démilitarisé en 1889, abandonné pendant des décennies et fortement endommagé pendant la libération de Saint-Malo à l'été 1944 par des artilleurs allemands qui l'utilisaient comme cible de réglage puis, lors de la libération de Saint-Malo, par des tirs de l'artillerie américaine. 
Pendant l’occupation allemande, les artilleurs effectuaient chaque semaine des tirs d’entraînement avec pour cible les roches des haies de la Conchée, juste en arrière du fort. Des obus vinrent par erreur endommager quelque peu les remparts mais des documents américains découverts assez récemment, ont prouvé que les dégâts sur le fort, contrairement aux récits repris pendant 40 ans, ont une tout autre origine.
En août 1944, la garnison de l’île de Cézembre refusait de se rendre aux Américains qui avaient libéré le port et la ville de Saint-Malo. Trois gros canons de 240 mm furent amenés le 30 août à la pointe de la Varde en vue de pilonner une nouvelle fois les blockhaus de Cézembre. Une escadrille de forteresses volantes venue en renfort passait au-dessus du fort lorsque l’un des avions s’écrasa dans la mer. Les observateurs en déduisirent qu’une batterie anti-aérienne installée sur le fort avait abattu l’avion. Ordre fut donné de bombarder la Conchée pour détruire la batterie. Le fort n’était pas armé et fut terriblement endommagé par ces tirs de gros obus. La terrasse avec ses logis n’était plus qu’un champ de ruines, une large partie du rempart ouest était éventrée et toute la poterne au sud avait disparu avec l’avancée qui protégeait l’escalier d’accès. Par méprise, le fier ouvrage de Vauban n’était plus qu’un tas de ruines qui allait être abandonné pendant 25 ans aux seuls oiseaux de mer.
Il devient vers 1946 la propriété d'un architecte, M. Raymond Cornon (Architecte des Monuments historiques chargé de la restauration de Saint Malo), puis celle de M. De Quenetain.
Le site a été inscrit par décret en 1935 et le fort classé au titre des monuments historiques en 1984.

## La restauration du fort

### Généralités
La qualité de la construction est telle que le parement interne des murs frappés de plein fouet par un tir lors de la libération de Saint-Malo, à la hauteur d'un impact au milieu de la face est, n'a pas bougé d'un millimètre. Par contre, les logements des officiers sur la terrasse et la pointe sud n'ont pas résisté et n'existent plus. Des infiltrations d'eau de mer et de pluie à partir de la plate forme délitèrent peu à peu la maçonnerie : malgré sa robustesse, l'ouvrage courait alors à la ruine.
En 1989, la Compagnie du Fort de la Conchée, un groupe d'une vingtaine d'amoureux des vieilles pierres, en fait l'acquisition dans la seule intention de le restaurer. 
Permettre le débarquement du personnel et du matériel est la première étape pour la restauration. 
En 1993, une passerelle métallique est installée à la pointe sud mais elle est trop exposée. Une seconde est mise en place sur le flanc est, réutilisant quelques marches de l'escalier en granit originel. L'accès reste délicat, voire impossible lorsque le ressac dépasse un mètre.  
En 2005, sur la terrasse, une grande partie des logements des Officiers est reconstruite et un rejointoiement soigneux permet, peu à peu, l'assèchement des intérieurs. 
Tous ces travaux de qualité sont exécutés sous le contrôle d'un architecte des monuments historiques. La sauvegarde du fort est en bonne voie mais il reste encore beaucoup de travaux pour restaurer cet ouvrage.

### Historique de la restauration
En 1947, au lendemain de la guerre, le fort de la Conchée, bien qu’en ruine, fut racheté par Raymond Cornon, architecte des Bâtiments de France, dans le dessein de le préserver. Il le revendit en 1984 à la famille de Quenetin, originaire de Saint-Malo. Elle obtint en 1984 le classement comme monument historique de la totalité du fort. Une estacade en bois fut construite pour remplacer l’escalier de pierre disparu. Mais à la première grosse tempête, l’estacade fut démantelée par la violence des vagues. Le décès du chef de famille entraîna l’abandon du projet de restauration et le fort fut remis en vente en novembre 1988. 
Le journaliste Alain Rondeau, spécialisé dans le nautisme, venu par curiosité visiter le fort, découvrit sous les ruines de la terrasse, la beauté des grandes salles de tir qui, bénéficiant de la protection des épaisses voûtes, n’avaient souffert que d'infiltration d’eau. Il décida de racheter le fort pour tenter un début de restauration des logis, sans se fixer toutefois d’autre d’objectif. Il réunit 20 passionnés comme lui d’histoire et de monuments historiques et constitua une société civile immobilière qui devint propriétaire du fort.
1990 : dès le début de la restauration, il apparut évident qu’avec un financement très limité de particuliers, les travaux ne pourraient être menés que lentement et sans gros moyens techniques. Heureusement les logis n’avaient pour étage que les combles et un simple cordage sur une poulie permettait de hisser les matériaux à l’aide du treuil du bateau assurant l’approvisionnement du chantier au départ de Saint-Malo.
Le mur bordant les logis du côté de la terrasse fut reconstruit sur 20 m en utilisant parmi les ruines, les pierres en bon état. Mais les débarquements des maçons se faisant très difficilement dans les rochers, un point d’accostage s’avérait indispensable.
Une étude amena à concevoir un ponton flottant roulant sur une rampe en poutrelles métalliques à la pointe sud où la profondeur de la mer est la plus grande.
1991–1992 : trois robustes pylônes, boulonnés dans la roche, devaient supporter la rampe qui serait remorquée comme un radeau jusqu’au pied du fort sur des bidons de 200 l. Il fallut près de deux ans pour construire et mettre en place les deux parties de la rampe ainsi que le ponton flottant qui pesait plus d’une demi-tonne. La conception était parfaite. Un bateau d’une dizaine de mètres pouvait s’amarrer et faciliter grandement les débarquements des visiteurs. Mais en dépit d’une construction très solide, avec des roulements en acier inoxydable, le ponton soumis aux mouvements incessants de la houle se détériorait rapidement. Il aurait fallu construire un dispositif capable de soulever le ponton au-dessus des plus hautes eaux. La réalisation étant trop coûteuse, le ponton roulant fut abandonné et les maçons durent se contenter de débarquer par l’étroit escalier parallèle à la rampe.
1993 : les travaux de reconstruction du premier logis se poursuivaient en revanche avec plus de succès que le ponton flottant. Les murs achevés, un hélicoptère vint déposer depuis la pointe de la Varde distante de 3 000 m, les poutres et les solives de la charpente ainsi que les paquets d’ardoises. Ce transport par les airs pouvait sembler très coûteux par rapport au bateau mais il économisait en réalité bien des heures de main-d’œuvre. Suspendue à un câble, chaque poutre venait se mettre exactement à sa position sur le haut des murs du logis et en s’emboîtant les unes avec les autres, toute la charpente était mise définitivement en place en 4  ou   5 heures. Il aurait d’ailleurs été impossible de hisser des poutres de près de 800 kg à 20 m au-dessus de la mer et de les mettre en place sur le faîte des murs sans utiliser une grande grue de chantier. 
1994 : les murs du second logis, la chambre du commandant avec son conduit de cheminée dépassant les 10 m de hauteur, furent relevés ainsi que ceux voisins entourant la grande cage de l’escalier en pierre menant aux combles.
1995 : la charpente recouvrant le second logis et le vide de l’escalier, fut à nouveau déposée  par hélicoptère et les éléments en bois du grand escalier copié sur un modèle relevé à l’hôtel des Invalides, furent mis en place. Les travaux avançaient lentement mais il ne faut pas oublier que tout dans ce fort est gigantesque et pèse des poids énormes. 
1996 : la séparation entre le 3e et 4e logis, épais de près d’un mètre, fut supprimé afin de disposer d’une vaste salle pour les repas pris en commun sur deux grandes tables. Les premières pièces du futur mobilier qui fut complété par la suite par une belle armoire bretonne mise en valeur par les  feux de bois dans la cheminée monumentale. De lourdes portes de chêne fermaient désormais toutes les salles et des châssis vitrés les fenêtres. 
1997 : au fur et à mesure des travaux, la plate-forme se dégageait peu à peu des pierres qui depuis 50 ans l’encombraient. Le dallage n’était pas très endommagé car les tirs des canons en 1944 n’avaient pas creusé de cratères. En revanche, presque toutes les bordures des assises des canons construites en 1850 pour prévenir une attaque anglaise, étaient en majeure partie écornées. Restaurer toutes ces surfaces représentait une dépense importante. L’entrepreneur heureusement eut la bonne idée de scier en deux les pierres endommagées et de les disposer sous leur meilleure face afin de doubler la superficie restaurée. La plate-forme retrouva ainsi toute la beauté de sa vaste surface.
1998 : si cinq logis avaient pu être parfaitement restaurés, au sud s’ouvrait une énorme brèche qui creusait le rempart est sur plus de la moitié de la hauteur du fort. Mais sur ce fort cerné par la mer, il n’existait pas la moindre surface de roche pour qu’un échafaudage tubulaire puisse prendre assise. Dès la première tempête d’hiver, l’échafaudage aurait d’ailleurs été disloqué par la violence des vagues venant battre le pied du rempart. Il fallait installer un échafaudage suspendu et disposer d’un solide point d’appui pour, à l’aide d’un palan, soulever les pierres de plus de 100 kg. Les maçons avec habileté mirent en place d’étroites passerelles fixées sur des équerres métalliques jusqu’au niveau du boudin.
2000-2002 : la brèche entièrement refermée, la restauration du parapet percé des ouvertures des fausses meurtrières des salles basses et de la fenêtre du 5e logis permit de mettre en place la charpente et la couverture en ardoises terminant toute la toiture des logis. Ne restaient que la charpente et la couverture en croupe du dernier logis.
2003-2005 : le rempart nord était surmonté d’une échauguette, une petite tourelle de vigie disparue lors des tirs d’obus de 1944.  La section des tailleurs de pierre du lycée de Quintin près de Saint-Brieuc s’était proposée de restituer l’échauguette à partir d’un dessin de l’époque de Vauban.  Toutes les pierres furent taillées par les élèves dont une bonne partie à la main. La coupole avec ses formes très arrondies fut la partie la plus complexe à réaliser. L’assemblage de tout le corps de l’échauguette fut renforcé par des tiges et des agrafes en acier inoxydable  Avec la restitution de cette échauguette remarquablement bien réalisée visible de loin au sommet du rempart, toute l’avancée nord du fort retrouva sa silhouette ancienne.
2006–2008 : les salles basses des casemates n’avaient pas subi de réels dégâts du fait de la remarquable solidité des voûtes mais la destruction des logis sur la plate-forme avait entraîné d’importantes infiltrations d’eau de pluie qui, en dissolvant la chaux du mortier liant les pierres des voûtes, avaient créé de grosses concrétions, des stalactites. Les belles voûtes du XVIIe siècle s’étaient transformées après cinquante ans de ruines en de véritables grottes marines où même les dallages présentaient de grosses bosses de dépôts calcaires. Grâce au soutien de la Fondation d'entreprise Total et de la fondation du Patrimoine, la grande casemate de 96 m2 du côté est et la salle nord en virage purent être entièrement restaurées. Une pulvérisation sous haute pression de poudre permit de décaper les concrétions des parois de granit. Le dallage qui avait souffert du tressautement des roues des affûts lors des tirs fut également remis en état. Après six mois de travaux, ces deux casemates retrouvèrent leur aspect d’origine, particulièrement la salle en voûte tore que Vauban considérait comme la plus belle salle de la chrétienté.
2009 à 2010 : par suite d’un changement d’architecte en chef, joint aux difficultés de plus en plus grande pour obtenir des subventions, la restauration du fort subit un arrêt complet des travaux pendant quatre ans d’autant plus que le choix d’une option dans la reconstruction du massif sud entraînait des discussions avec les Affaires culturelles. 
La restauration du fort était en 2009 achevée aux trois quarts en suivant exactement les documents des archives de Vincennes. Mais tout le massif sud, entièrement démoli lors des combats de 1944, ne présentait aucune trace de sa construction à l’époque de Vauban. Seuls quelques détails restaient encore visibles de la modification intervenue en 1830 pour renforcer la protection de l’entrée par une bretèche sur le parapet. En dépit de la difficulté à recréer la poterne entourée de moulures et surmontée d’une sculpture ainsi que d'une élégante échauguette, cette option bien que d’un coût plus élevé, fut retenue afin de conserver au fort une architecture homogène du XVIIe siècle. 

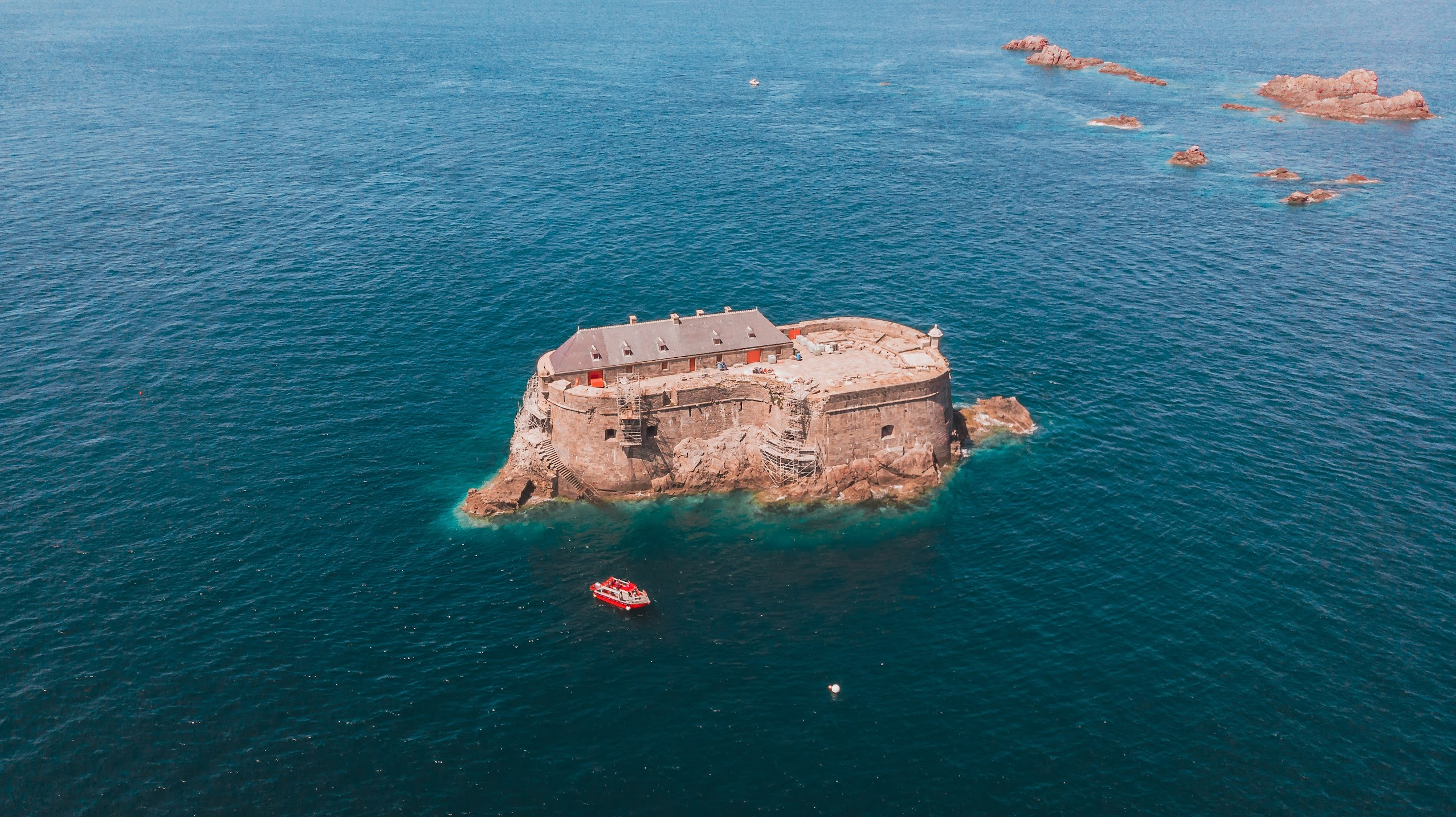
Vue aérienne du Fort de la Conchée (2022)

2014 : la reprise des nouveaux travaux de restauration va débuter au printemps 2014 avec pour la première fois des moyens techniques importants. Une grue télescopique déployant une flèche de 12 m va permettre de soulever les blocs de pierre amenés par bateau de Saint-Malo et de les déposer aisément sur les assises du rempart ce qui limitera au maximum le coût de la main d’œuvre qui, au fil des années, a pris une importance de plus en plus grande. Si le planning des travaux est respecté, le fort devrait retrouver dans deux ou trois ans exactement sa silhouette des années 1730 où il fut mis en service.
2017 : les travaux continuent, avec, en avril, livraison par hélicoptère des matériaux.